# Xã Washington, Quận Carroll, Indiana
Xã Washington (tiếng Anh: Washington Township) là một xã thuộc quận Carroll, tiểu bang Indiana, Hoa Kỳ. Năm 2010, dân số của xã này là 549 người.